# مرا ببوس، مرا بکش
مرا ببوس، مرا بکش (انگلیسی: Kiss Me, Kill Me) فیلمی در ژانر جنایی و نئو نوآر آمریکایی است که در سال ۲۰۱۵ منتشر شد. از بازیگران آن می‌توان به گیل هارولد، بریانا براون، و یولاندا راس اشاره کرد.